# Налаштуйся на зміни. Нова психологія успіху
Налаштуйся на зміни. Нова психологія успіху (англ. Mindset: The New Psychology of Success by Carol S. Dweck) - книжка психолога Стенфордського університету, доктора філософії, дослідниці психології особистості Керол Двек. Вперше опублікована в 2006 році. В 2017 перекладена українською мовою видавництвом «Наш формат».

## Два типи мотивації
Імпліцитна теорія інтелекту і відповідних мотивацій викладена у роботі Mindset: The New Psychology of Success (2006), вважається ключовим внеском Керол Двек в соціальну психологію. 
Згідно з цією теорією, людей можна розділити відповідно до їхніх неявних поглядів на те, звідки з'являються нові можливості у їхньому житті. Частина людей мають уявлення, що їхній успіх заснований на вроджених талантах. Цей тип уявлень можна вважати «фіксованою» теорію інтелекту (фіксованою ментальністю). Інші ж думають, що їхній успіх може прийти завдяки серйозним зусиллям, навчанню, постійному вдосконаленню професійних навичок та наполегливості, і цей тип можна вважати теорією «зростання», або ж «додатковою» теорією інтелекту (ментального зростання). 
Якщо оцінювати людей зі сторони, то навіть коли вони не мають власного усвідомлення щодо свого «типу», то його можна побачити за їхньою поведінкою. Коли з людьми цих двох типів трапляються якісь невдачі, їхня реакція цілковито відрізняється. Люди з фіксованою ментальністю бояться провалу, тому що це несе негативний сигнал щодо їхніх базових здібностей, у той час як люди другого типу (з ментальністю зростання) менше переживають і не так бояться невдачі. Вони знають, що успішності можна досягти в подальшому, зробивши висновки з невдачі.
Ці два різні світогляди відіграють важливу роль у всіх аспектах людського життя. Психологиня стверджує, що ментальність зростання дозволить людині жити менш стресовим і більш успішним життям. Визначення фіксованої ментальності і ментальності зростання Керол Двек у 2012 році визначила як:
Маючи фіксовану ментальність, учні довіряють своїм базовим здібностям, своєму розуму, своїм талантам, і взагалі фіксованим рисам. У них є певна кількість кожного, і це все що вони мають; тоді їхньою метою є постійно виглядати розумно й ніколи не виглядати по-дурному. Ті учні, що мають ментальність зростання, краще розуміють, що їхні таланти і здібності можна розвинути, доклавши зусиль, при умові наполегливого навчання і настирливості. Вони не обов'язково вважають, що всі однакові або що будь-хто може стати Айнштайном, але вони вірять, що кожен може стати розумнішим, якщо попрацює на цим.
Оригінальний текст (англ.)
In a fixed mindset students believe their basic abilities, their intelligence, their talents, are just fixed traits. They have a certain amount and that's that, and then their goal becomes to look smart all the time and never look dumb. In a growth mindset students understand that their talents and abilities can be developed through effort, good teaching and persistence. They don't necessarily think everyone's the same or anyone can be Einstein, but they believe everyone can get smarter if they work at it.
 Це важливо, адже, по-перше, люди з теорією «зростання», імовірно далі працюватимуть, незважаючи на невдачі; по-друге, уявлення людей про інтелект можуть бути порушені тонкими сигналами навколишнього середовища. Наприклад, якщо дітей підтримувати фразами на зразок «молодець, ти дуже розумний», то вони будуть набагато більш схильні до розвитку фіксованої ментальності, а якщо підтримувати на зразок «хороша робота, ти дуже багато працював», вони, імовірно, розвинуть ментальність зростання. Іншими словами, можна спонукати студентів та студенток, наприклад, не зважати на невдачі, заохочуючи їх думати сприймати процес навчання по іншому.